# Алибекова, Тетей Алибековна
Тетей Алибековна Алибекова (род. 5 октября 1971, Махачкала) — российская спортсменка (вольная борьба), чемпионка СССР и Европы, призёр чемпионатов мира, мастер спорта России международного класса.

## Биография

### Учёба
В 1988 году закончила махачкалинскую среднюю школу №5. В 1993 году окончила Дагестанский государственный педагогический университет.

### Спортивная карьера
Выступала за СДЮШОР «Спартак» (Махачкала)  в категории до 47 кг. Тренировалась под руководством Касума Сепихановича Насрудинова. В 1991 году стала чемпионкой СССР. На следующий год стала серебряным призёром чемпионата мира в Вийёрбане. А ещё через год, в 1993 году, стала бронзовым призёром чемпионата мира, чемпионкой Европы и России.